# موزه علم و طبیعت پرو
موزه علم و طبیعت پرو (به انگلیسی: Perot Museum of Nature and Science) یک موزه علوم و تاریخ طبیعی در شهر دالاس در آمریکا است.
این موزه در سال ۲۰۰۶ میلادی با هدیه ۵۰٬۰۰۰٬۰۰۰ دلاری از خانواده راس پرو ساخته شد، اما اول بار در سال ۱۹۳۶ تاسیس شد.
معمار این سازه هنری تام مین است.

## نگارخانه

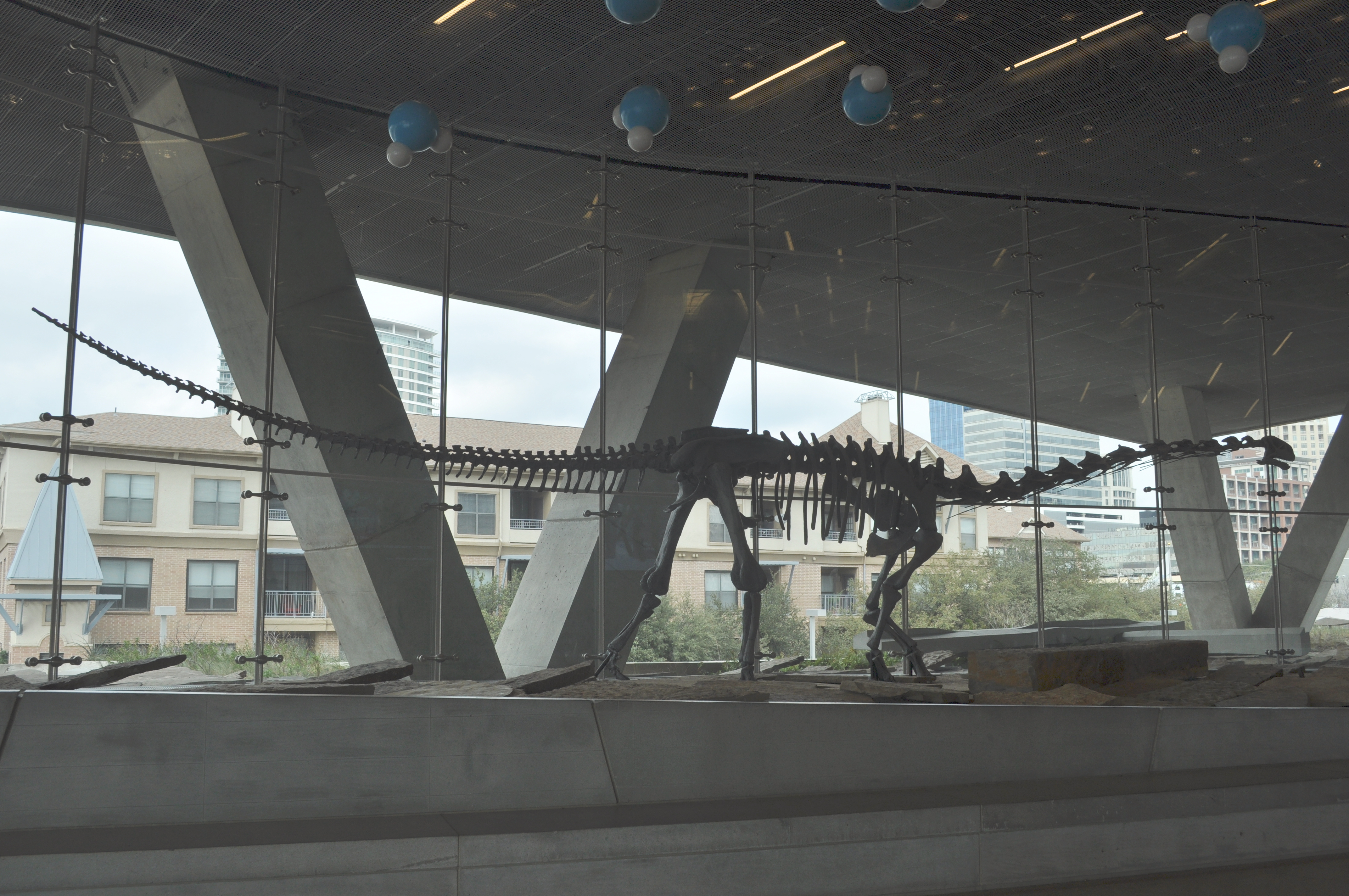
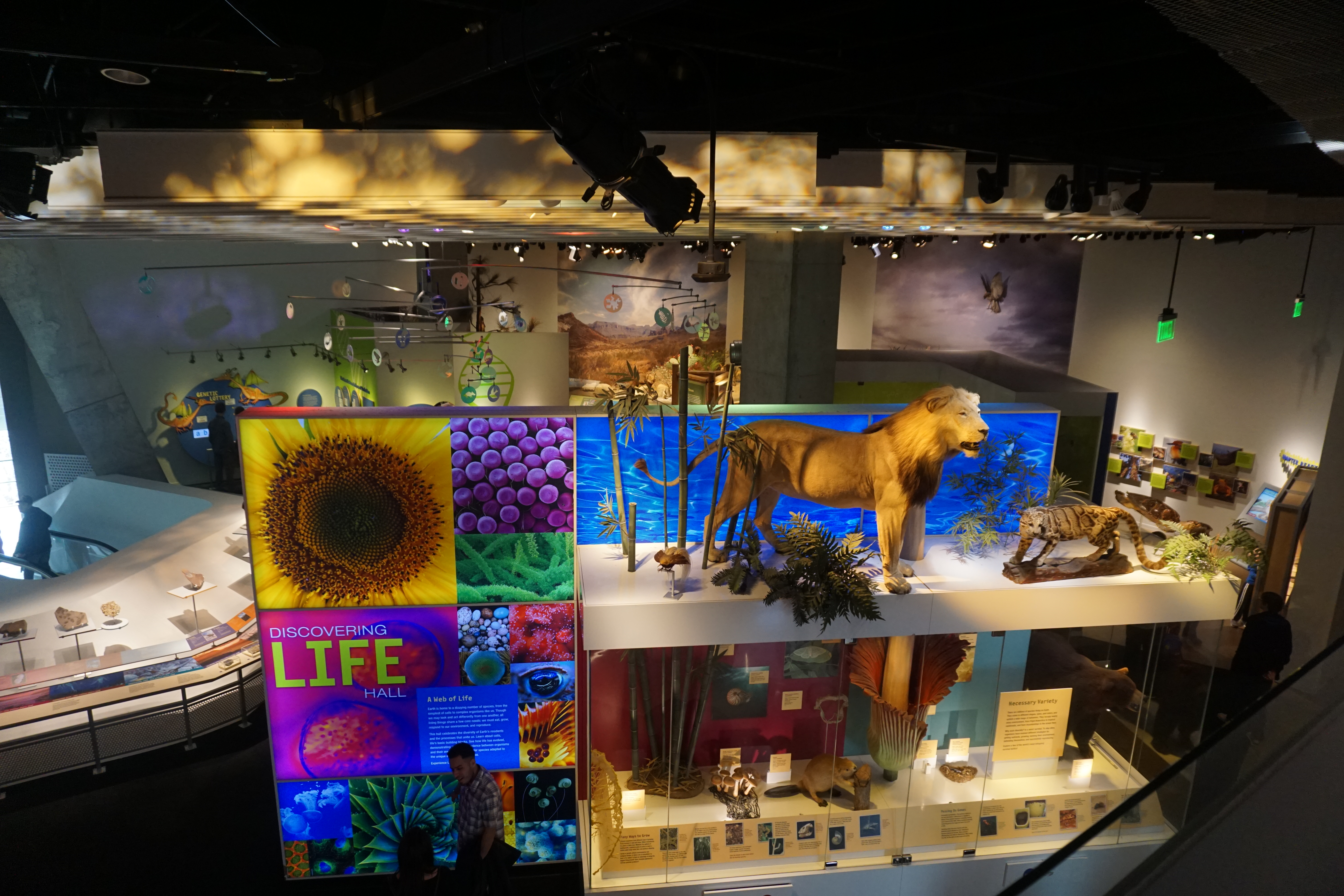
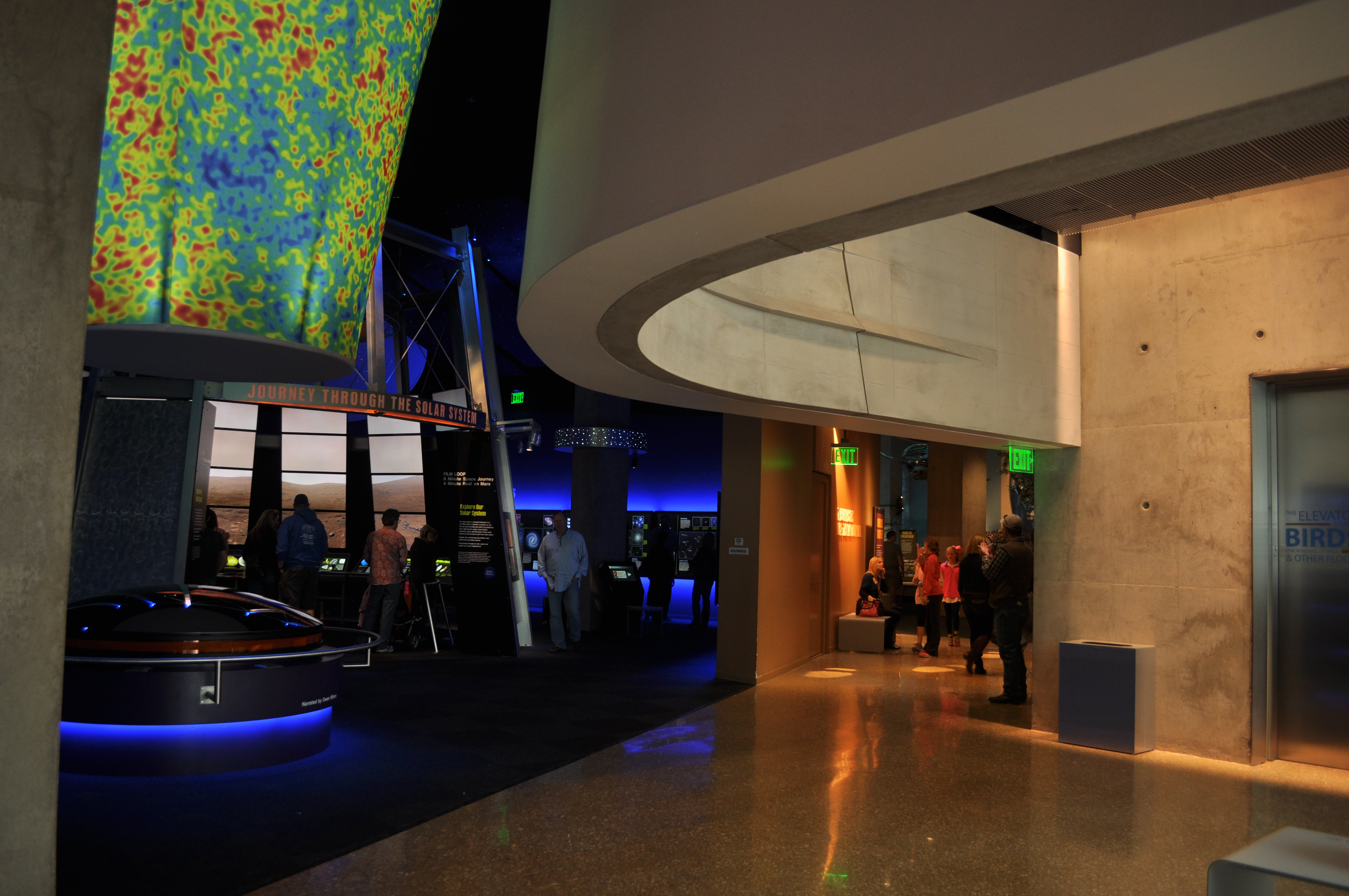
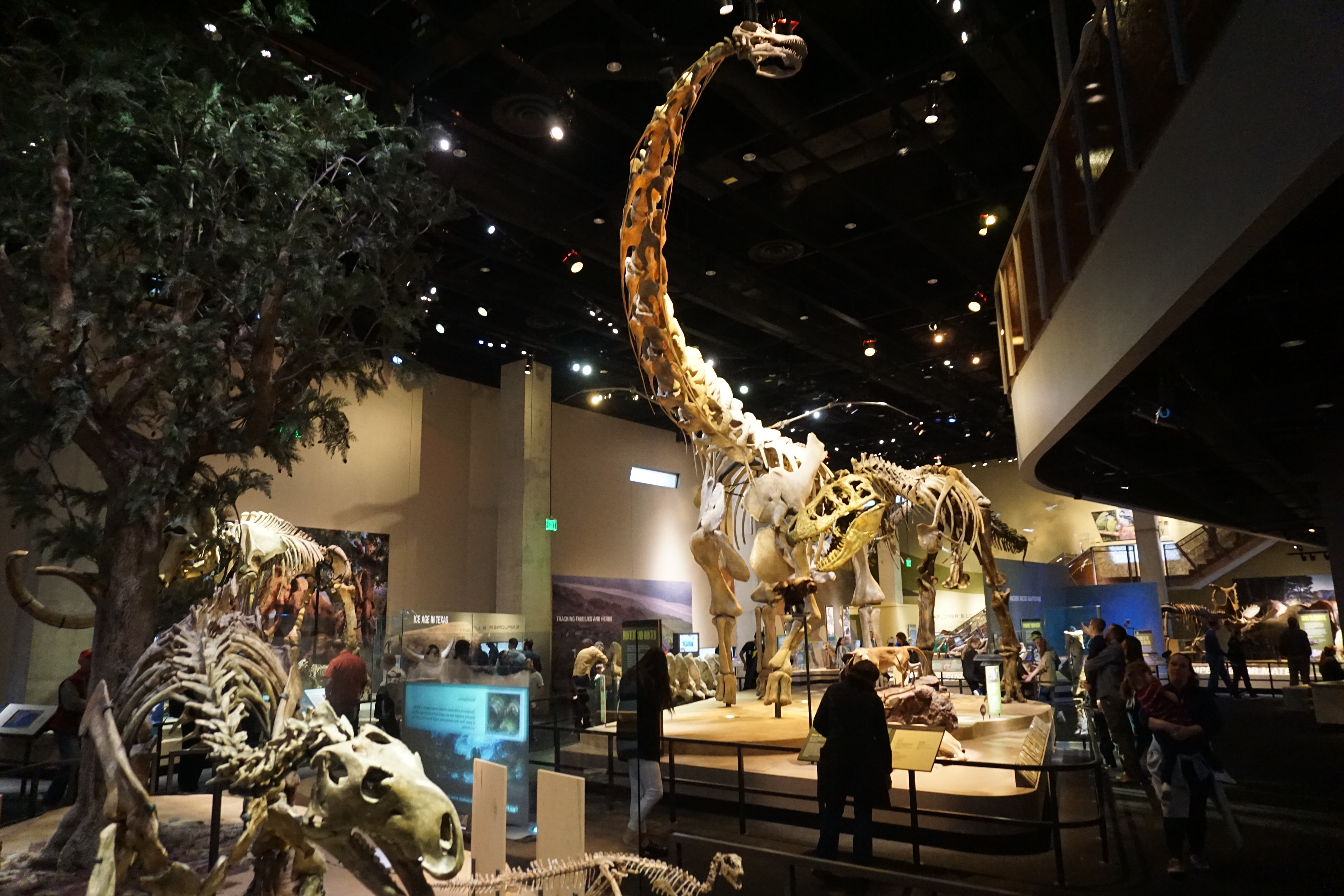
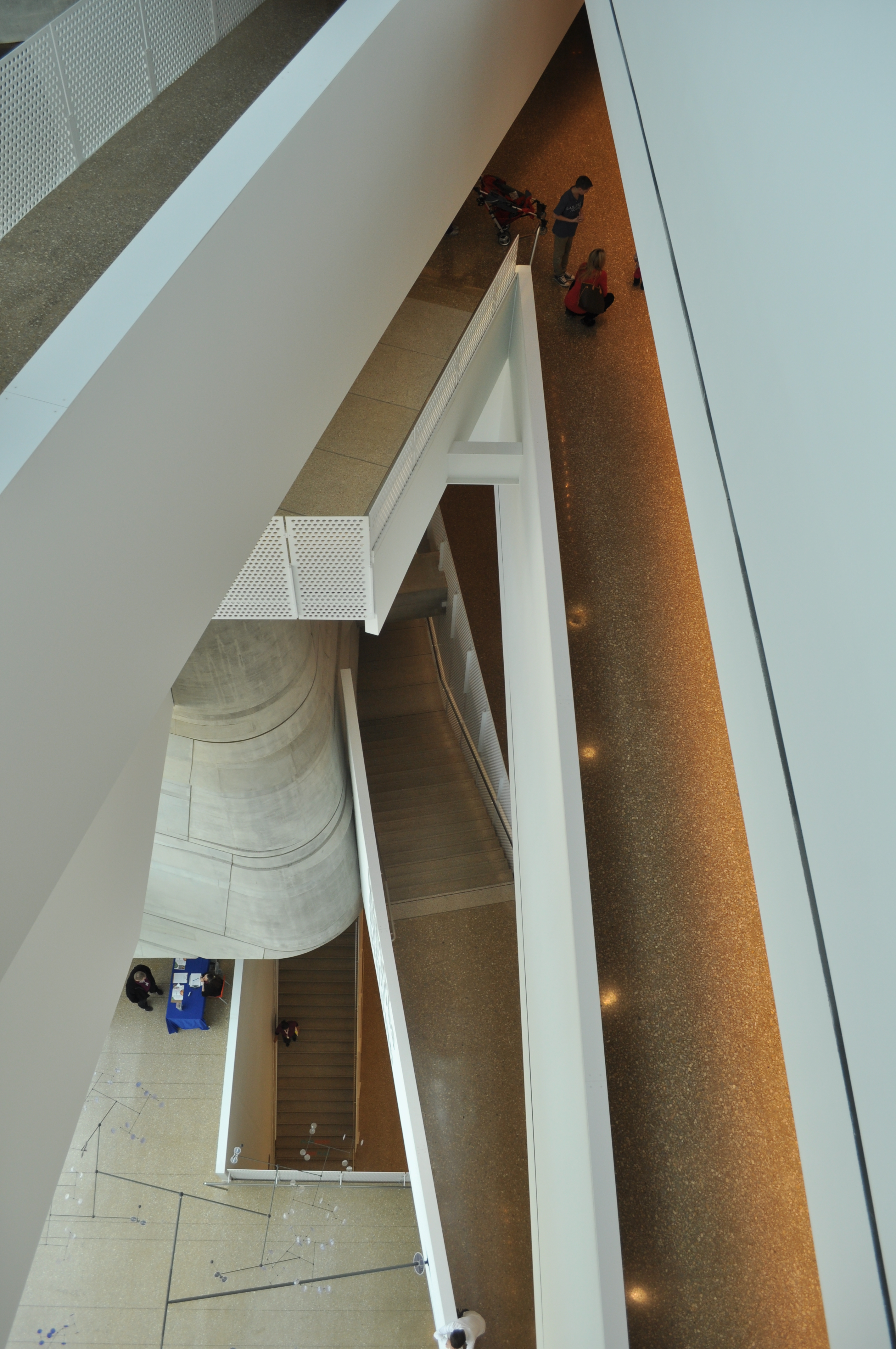